# Antoni Rigalt i Blanch
Antoni Rigalt i Blanch (* 11. Februar 1850 in Barcelona; † 12. Dezember 1914 ebenda) war ein katalanischer Zeichner und Glaskünstler, der seine Hauptwerke in der Epoche des Modernisme geschaffen hat. Sein Cousin war der Maler Agustí Rigalt i Cortiella, sein Onkel der Maler Lluís Rigalt i Farriols und sein Großvater der Maler und Szenograf Pau Rigalt i Fargas.

## Biographie
Er wurde als Sohn des Schneiders Pau Rigalt i Farriols (1815–1881) und dessen Frau Antònia Blanch i Torres, beide aus Barcelona stammend, in der Carrer dels Abaixadors gleich neben der Basilika Santa Maria del Mar geboren. Noch an seinem Geburtstag wurde er in dieser Basilika auch getauft.
Von 1861 bis 1869 war er als Schüler an der Escuela de Bellas Artes Llotja in Barcelona eingeschrieben, die sein Onkel, Lluís Rigalt i Farriols, leitete. Nach Abschluss seiner Studien wurde er Zeichenlehrer. Am 4. Juli 1872 heiratete er in der Kirche Unserer Lieben Frau zu Bethlehem an den Ramblas Leonor Corbella y Fernández, mit der er vier Kinder haben sollte: Jaume (1873–1890), Adelina (1875–1940), Antònia (1881–1914) und Lluís (1888–1960), seinen späteren Nachfolger. 1875 begann er als Zeichenlehrer an der Taubstummenschule von Barcelona. Von 1882 bis 1886 war er Assistent an der zweiten Zeichenschule des Bezirks, die von der Stadtverwaltung von Barcelona gegründet und unterstützt wurde, eine Stelle, die er durch einen Wettbewerb errang. 1886 bekam er eine Position als Zeichenlehrer an der Escuela de Hostafrancs, die mit der Escuela de Bellas Artes zusammenhing, und hatte diese bis 1901 inne. Außerdem arbeitete er als Zeichner an mehreren Publikationen seiner Zeit mit, wie z. B. La Ilustración Artística Española y Americana und La Llumanera de Nova York.
Ab den 1880er Jahren nutzte er den großen Aufschwung, den die Verwendung der Glasmalerei in der neuen künstlerischen Strömung des Modernisme hatte. Am 14. November 1883 wurde er als ordentliches Mitglied in die Akademie der Wissenschaften und Künste von Barcelona aufgenommen, wo er im Laufe der Zeit in der Kunstsektion verschiedene Ämter bekleidete: Zweimal war er Sekretär (1884, 1903–1905) und zweimal auch Direktor (1898–1900 und 1900–1902). Seine Antrittsrede bei der Aufnahme in die Akademie trug den Titel: Las vidrieras de colores en la decoración del templo cristiano („Farbige Glasfenster in der Dekoration des christlichen Kirchengebäudes“). Am 10. März 1884 trat er mit einer Beteiligung von 25.000 Peseten als Kommanditist in die Glasfabrik von Francesc Vidal ein, wo er als Projektzeichner und Verantwortlicher für die künstlerische Glasproduktion arbeitete. Ab und an führte er auch Aufträge auf eigene Rechnung aus, bis es ihm 1887 gelang, seine eigene künstlerische Glasmalereiwerkstatt zu eröffnen. Diese widmete sich sowohl der Restaurierung alter gotischer Glasfenster als auch der Neugestaltung von Fenstern in Zusammenarbeit mit verschiedenen Architekten.
Einer der Architekten, mit denen er am meisten zusammenarbeitete, war Lluís Domènech i Montaner, mit dem er später die große Glaskuppel des Palau de la Música Catalana und die Fenster der Casa Lleó Morera schuf. 1888 stellte er verschiedene seiner Werke im Rahmen der in Barcelona stattfindenden Weltausstellung aus und erhielt dafür eine Goldmedaille. Während seiner weiteren künstlerischen Laufbahn nahm er noch an verschiedenen Wettbewerben und Ausstellungen teil, bei denen er zahlreiche Auszeichnungen erringen konnte. 1890 tat er sich mit dem Architekten Jeroni Ferran Granell i Manresa, den er wahrscheinlich in der Barceloneser Wirtschaftsvereinigung Amigos del País kennengelernt hatte, zusammen und gründete die Gesellschaft Antoni Rigalt y Cia., welche 1903 in Rigalt, Granell y Cia. umfirmierte. In dieser Gesellschaft war Antoni Rigalt für die künstlerische und die technische Seite verantwortlich. Während dieser Phase schufen die beiden einige der bedeutendsten Glasfenster des Modernisme. Das gewinnbringendste Restaurierungsprojekt der Firma war dasjenige an den Fenstern der Kathedrale von Burgos unter der Leitung von Juan Bautista Lázaro von 1892 bis 1898.
Antoni Rigalt i Blanch starb am 12. Dezember 1914; sein jüngster Sohn Lluís Rigalt i Corbella führte den Betrieb bis 1948 weiter.

## Auswahl seiner Werke
- 1884–1887 eine Reihe von Fenstern für die Klosterkirche von Montserrat, darunter das Fenster mit der Verlobung der Jungfrau Maria mit dem hl. Josef, das die Kapelle des hl. Josef schmückt und vom File:Marriage of the Virgin - Basílica de Montserrat - Montserrat 2014 (1).JPG  Architekten Enric Sagnier entworfen wurde, oder die Fenster der Kapelle der Jungfrau Maria nach Entwürfen von Francisco de Paula del Villar y Lozano.
- 1885–1893 Fenster mit japanischen Motiven für den Palau Montaner, Barcelona  File:Palacio Montaner - Vitrales japoneses.jpg
- 1886–1911 Fenster für den Justizpalast von Barcelona in Zusammenarbeit mit der Werkstatt Mauméjean
- 1888 Glasfenster für das Castell dels Tres Dragons, das Café-Restaurant der Weltausstellung in Barcelona; Architekt Lluís Domènech i Montaner; Einige sind noch erhalten.
- 1892–1899 Fenster mit der Marienkrönung für die Kapelle des Heiligsten Herzens Jesu, Nationalbasilika in Quito  File:Basílica del Voto Nacional Ecuador 887.jpg
- 1892–1913 Fenster für die Kuppel der Kathedrale von Barcelona
- 1893 Fenster des Kapitelsaals des Jesuitenkollegs San Ignacio von Sarria, Barcelona
- 1895 Fenster für die Kathedrale von Almería
- 1895–1898 Fenster für die Casa Thomas, Barcelona; Architekt Lluís Domènech i Montaner  File:Casa Thomas 13
- 1896 Fenster für die Kathedrale von El Burgo de Osma  File: El Burgo de Osma - Catedral 36
- 1897–1914 Fenster der Psychiatrischen Anstalt Pere Mata, Reus  File:120 Pavelló dels Distingits, sala de música, vitralls
- 1899 Fenster des Palacio Foral de Álava, Vitoria
- 1899 Fenster der Casa Garriga y Nogués, Barcelona; Architekt Enric Sagnier  File:Rigalt-casaGarrigaNogues-diputacio246–0457sh
- 1899 Fenster für den Palacio de la Diputación de Bizkaia, Bilbao; Entwurf von Anselmo Guinea  File:Bilbao - Diputacion Foral de Vizcaya 3.jpg
- 1901 Fenster der Casa Navàs, Reus; Entwurf von Jeroni Ferran Granell File:CasaNavas Reus 517  File:CasaNavas Reus 624
- 1901–1911 Apsisfenster für die Kathedrale von Palencia
- 1902 Fenster für das Hospital de la Santa Creu i Sant Pau, Barcelona  File:Manel Subirats - @msubirats 3.jpg  File:016 Església de l'Hospital de Sant Pau, vitrall
- 1902–1904 bleiverglaste Fenster für alle Innentüren der Casa Trinxet sowie das Oberlicht im zentralen Innenhof; Architekt Joaquim Mir i Trinxet. Das Gebäude wurde 1968 abgebrochen.  File:Trinxet 19
- 1903 Fenster der Casa Lleó Morera, Barcelona  File:DiM Lleo Morera BCIL 08019-1515 4813
- 1903 Fenster der Apotheke Novellas, Barcelona (heute Apotheke Bolos)
- 1906 Glaskuppel der Livraria Lello e Irmão, Porto  File: A nostalgia na Lello
- 1907 Glaskuppel des Hotel Cuatro Naciones, Barcelona
- 1908 Glaskuppel des Palau de la Música catalana, Barcelona  File:22 11 01 Palau DSCF2597 52502513711 8adbe7f682 k.jpg
- 1908–1909 Fenster der Bank Monte Piedad y Caja de Ahorros, Alcoy (Valencia); Architekt Vicente Pascual Pastor  File:Edificio Ivam Cada Alcoi 5.jpg
- 1908–1915 Fenster des Gebäudes der Distriktsverwaltung Sants-Montjuïc, Barcelona; Entwurf von Francesc Labarta i Planas
- 1909 Fenster der Casa Comalat, Barcelona; Architekt Salvador Valerí i Pupurull

## Galerie

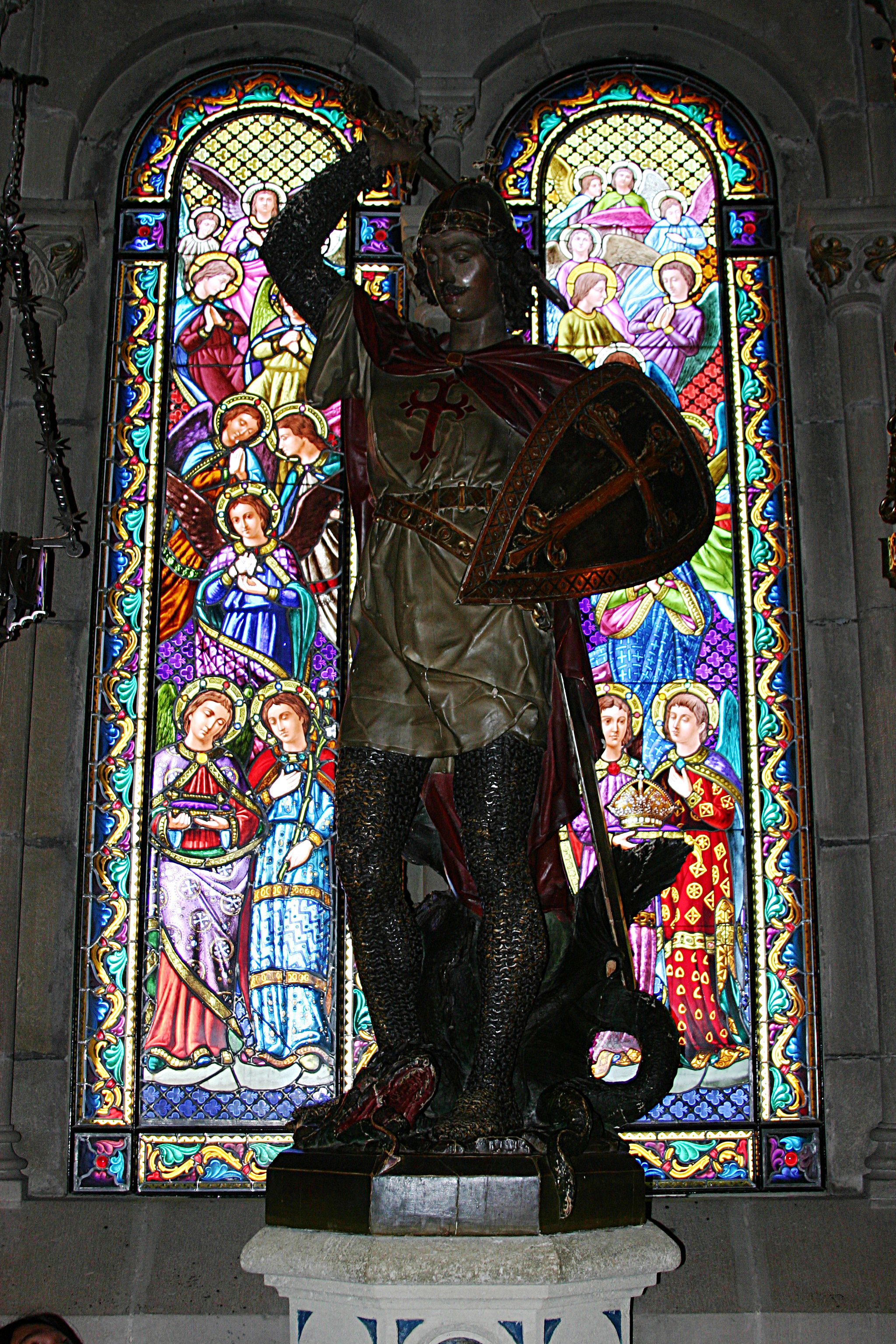
Fenster der Kapelle der Jungfrau Maria im Kloster Montserrat
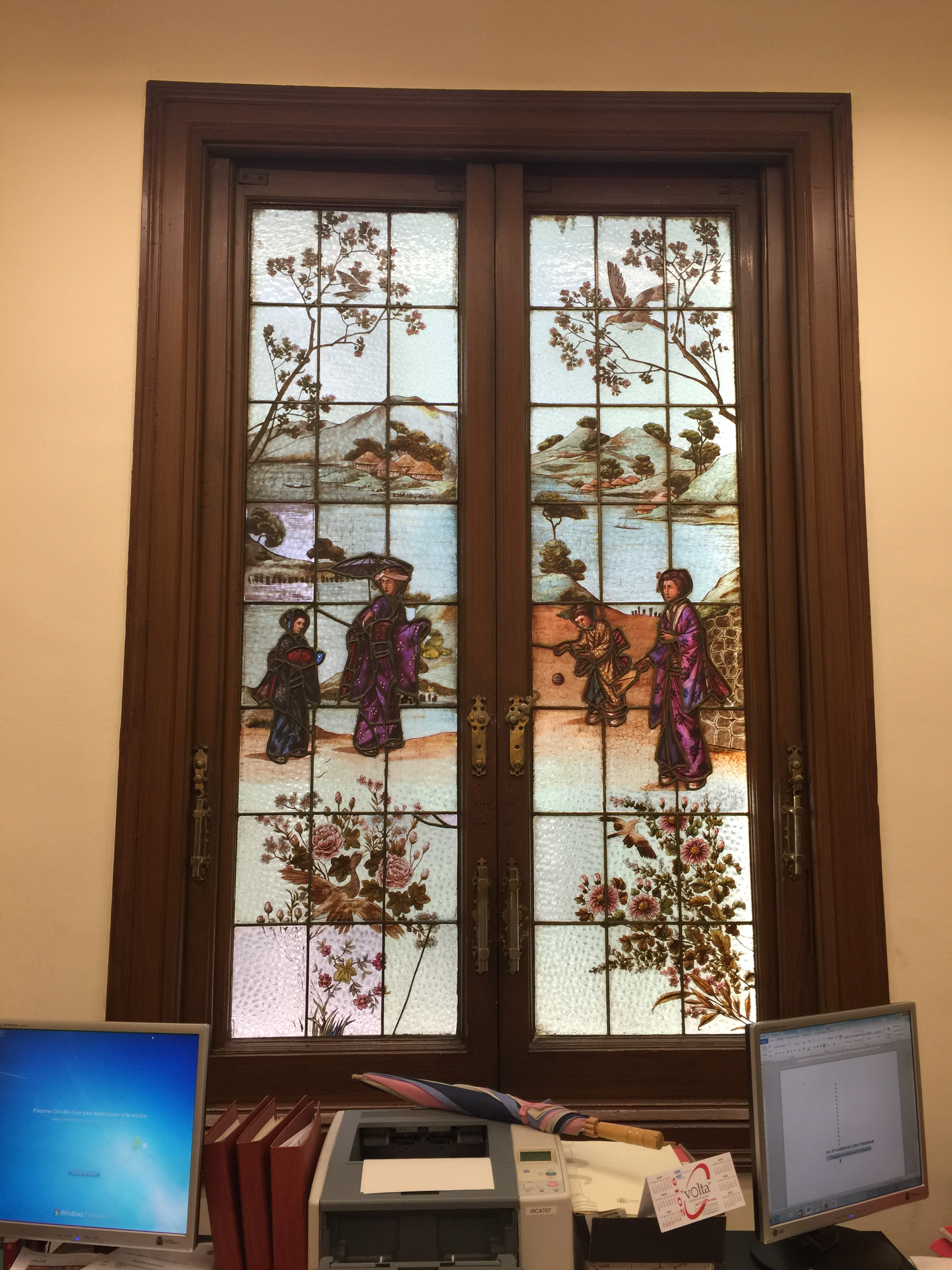
Japonismusfenster im Palau Montaner
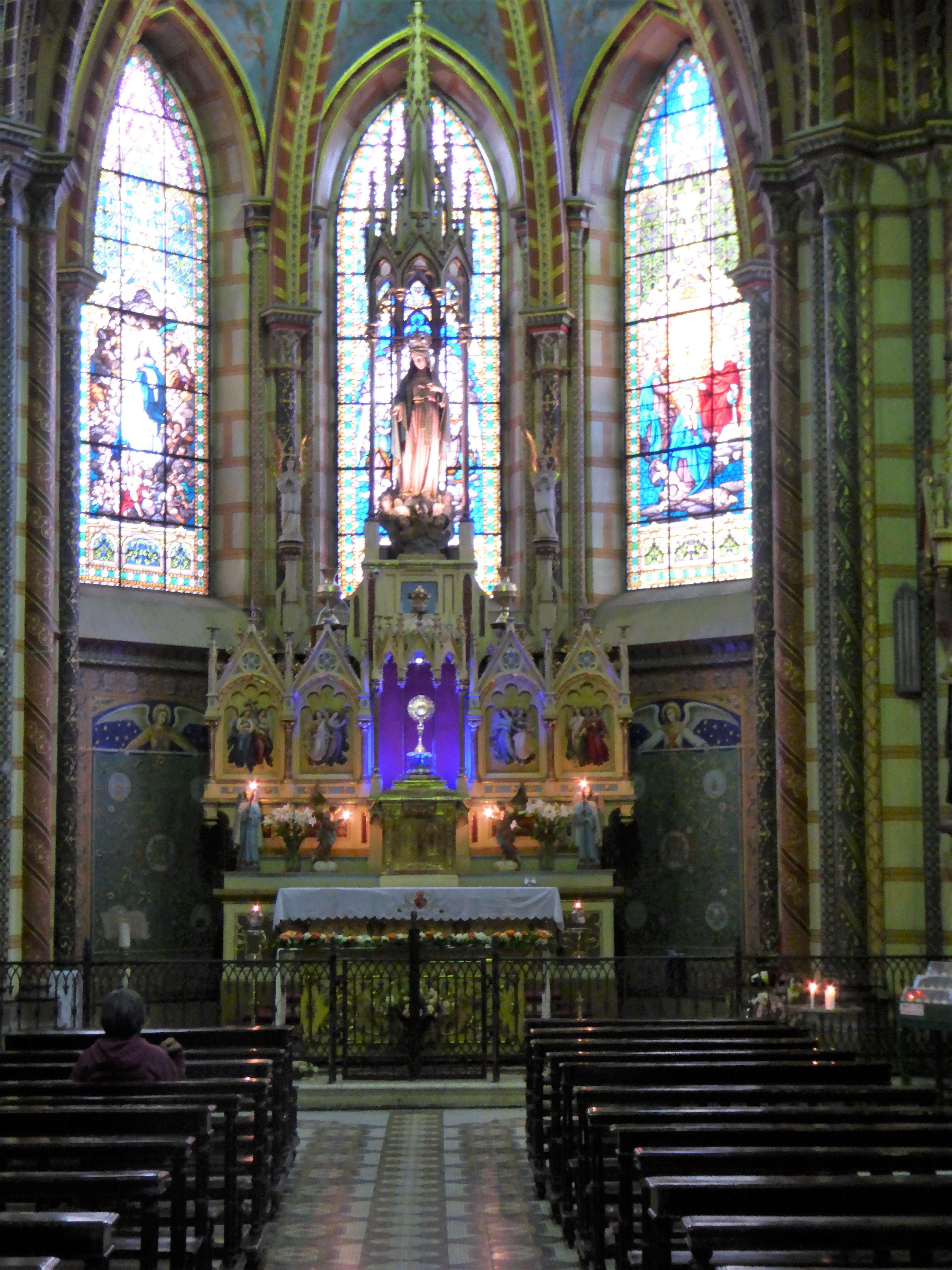
(re.) Marienkrönung in der Basilica del Voto Nacional in Quito
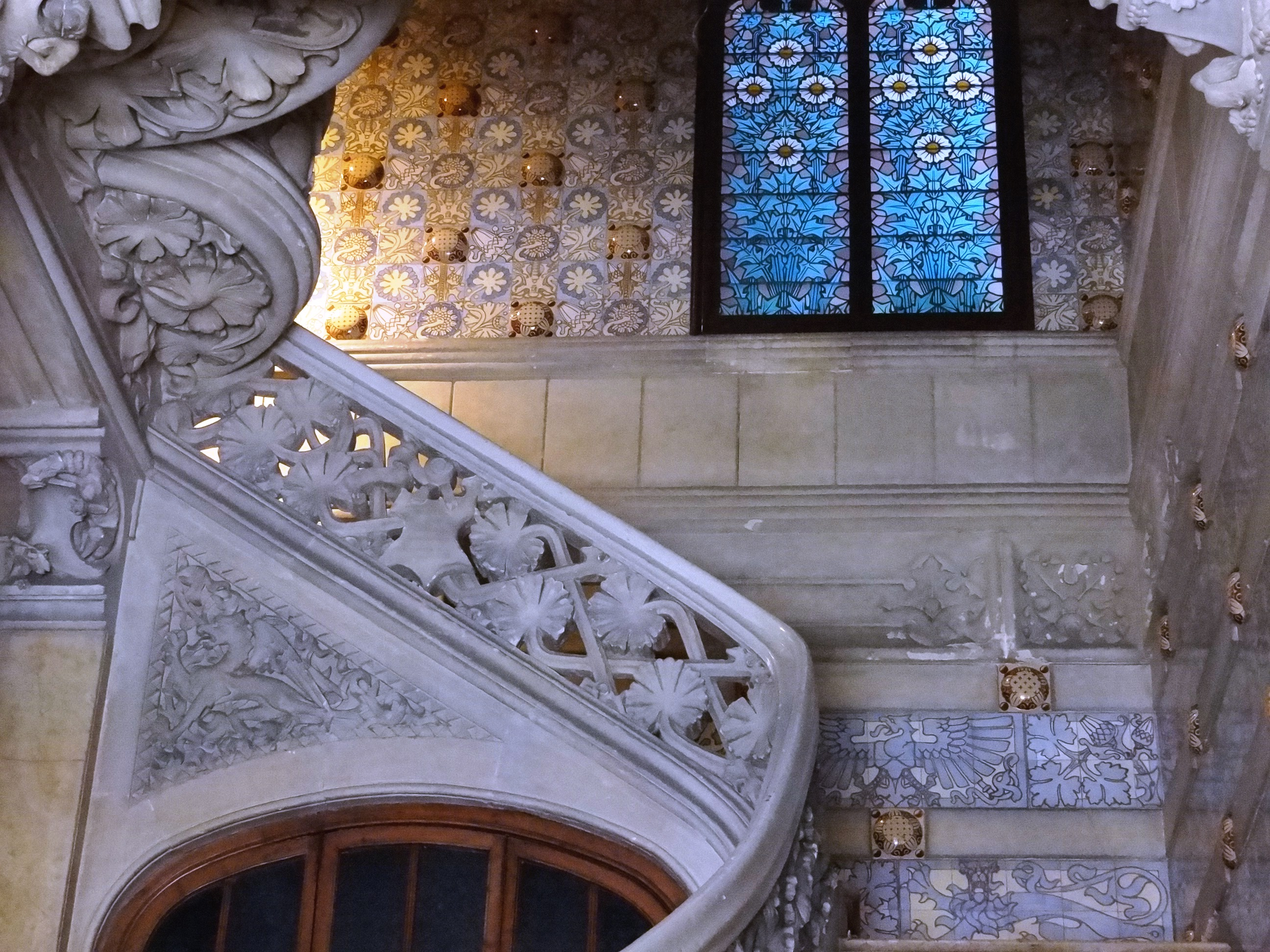
Fenster im Treppenhaus der Casa Thomas in Barcelona
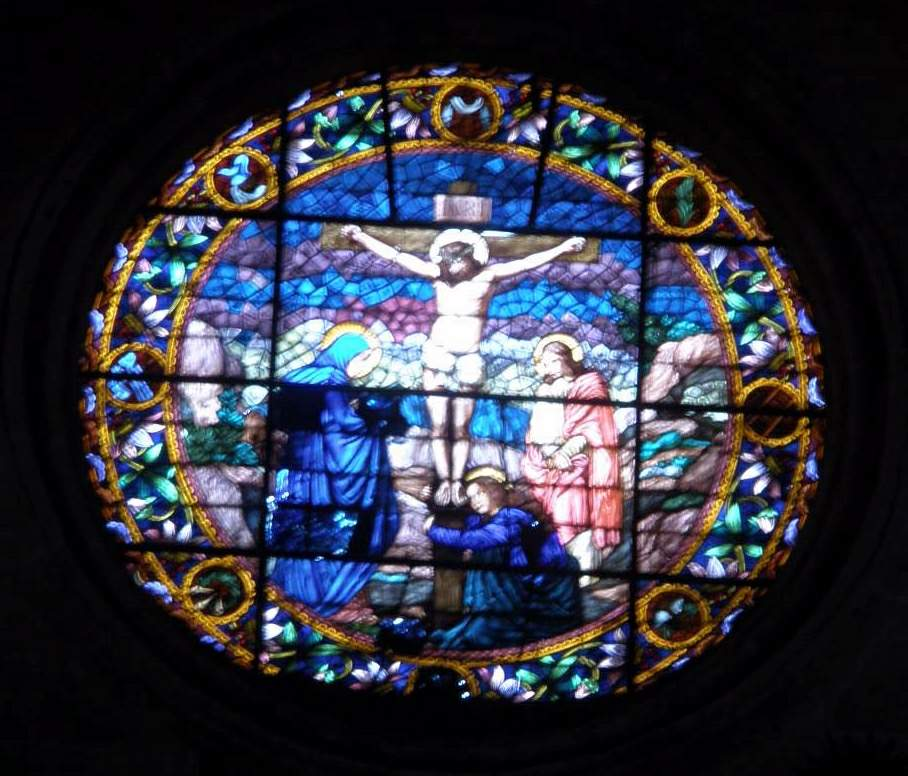
Kirchenfenster der Kathedrale in El Burgo de Osma
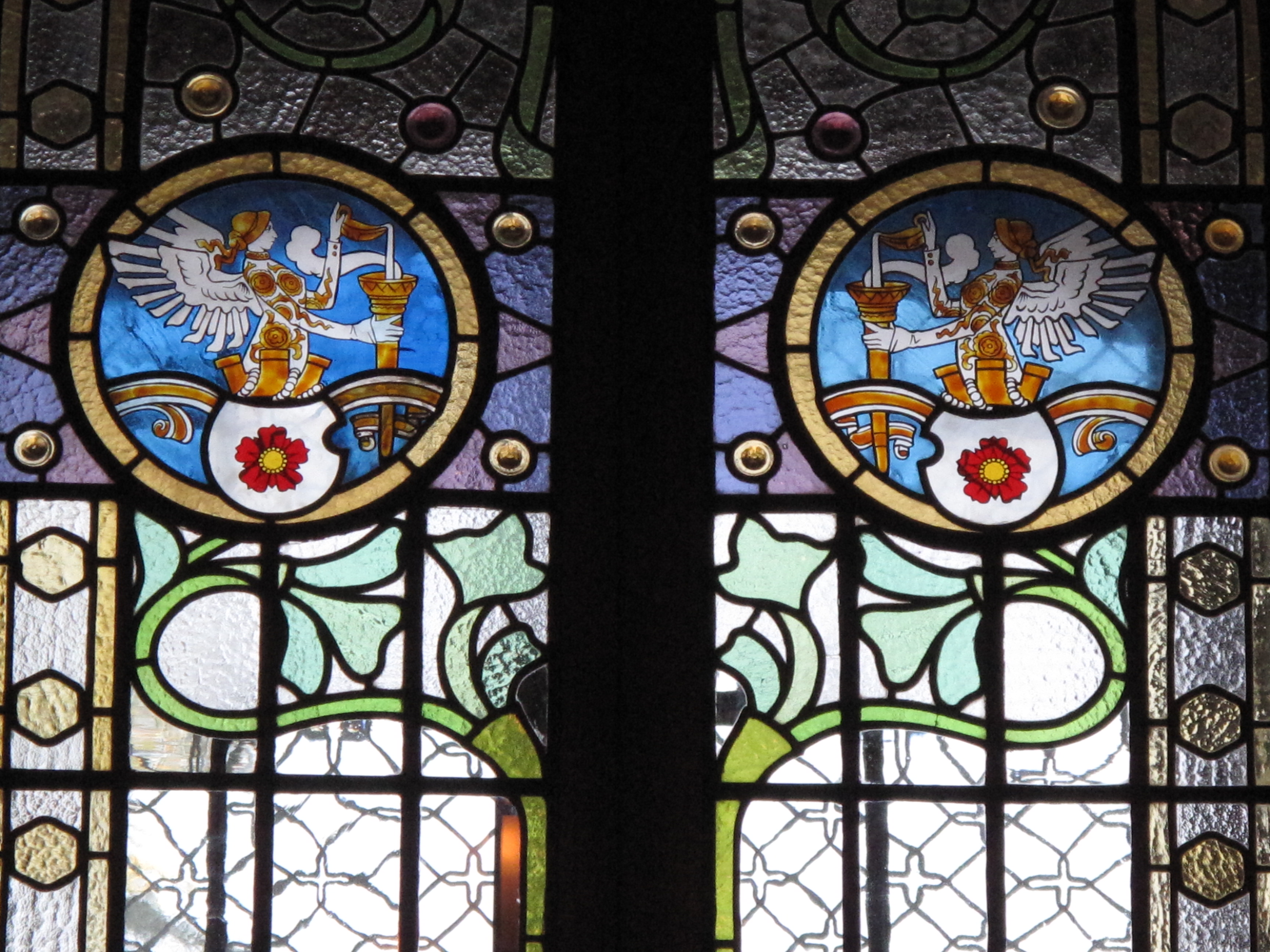
Fenster im Musiksaal der Psychiatrischen Anstalt Pere Mata in Reus
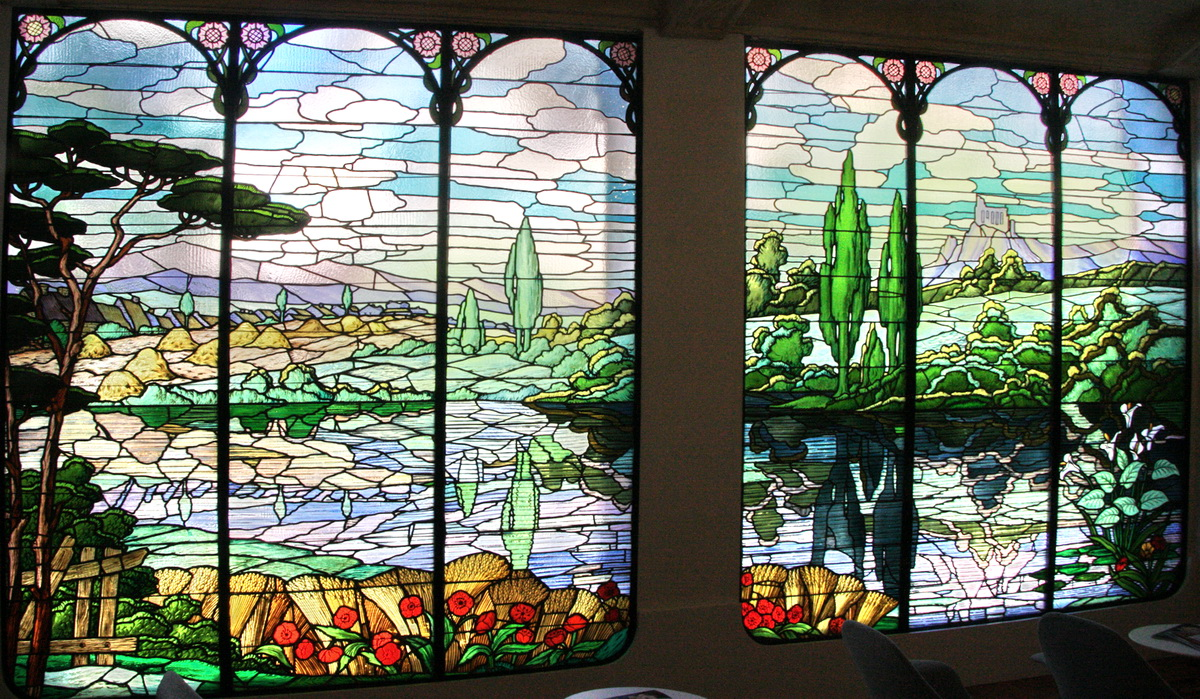
Fenster der Casa Garriga y Nogués in Barcelona
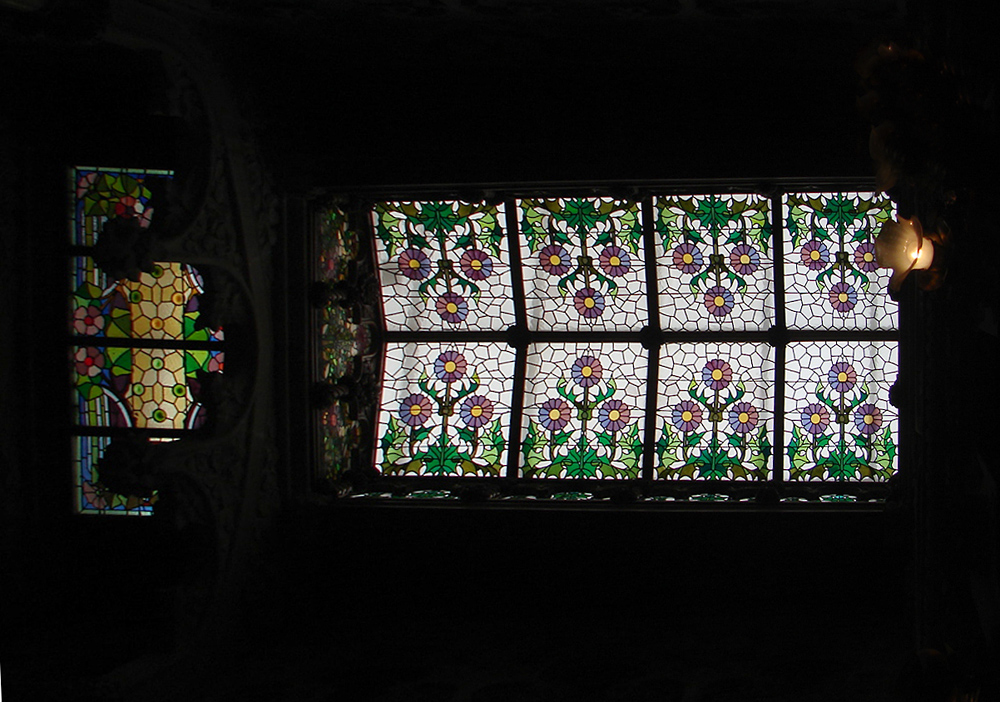
Glasdach der Casa Navas in Reus
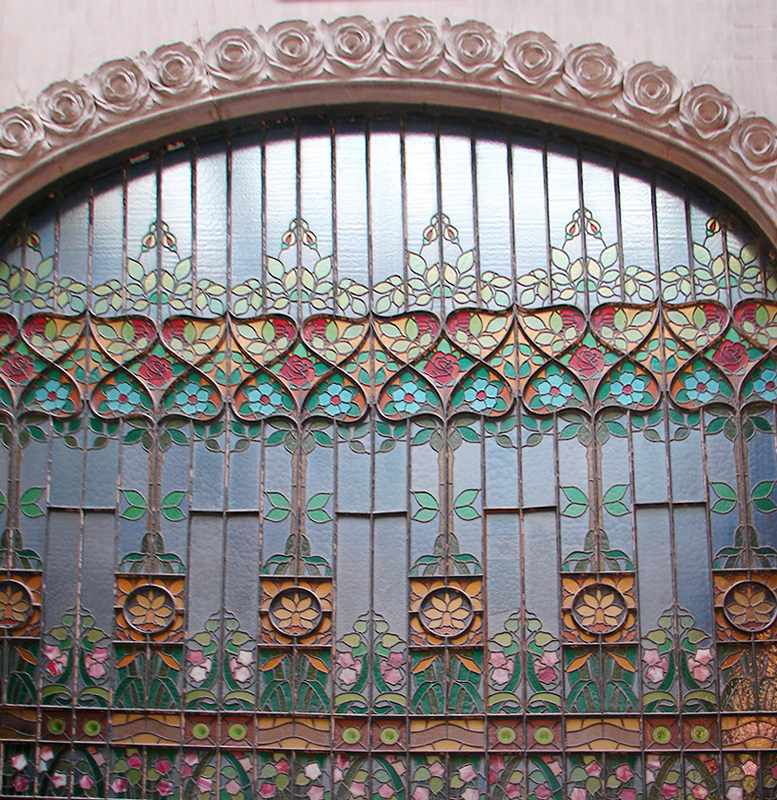
Fenster der Casa Navas in Reus
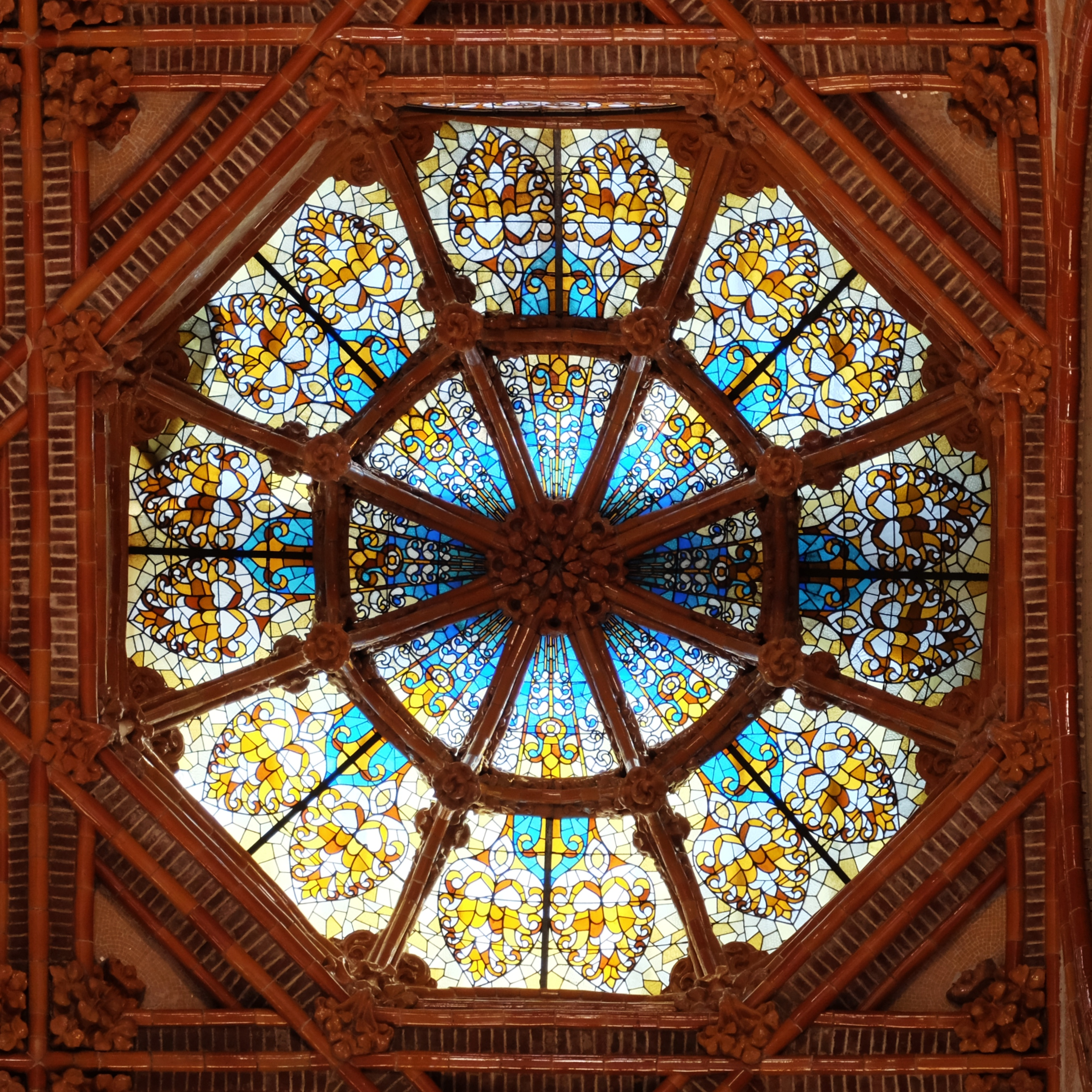
Glaskuppel im Festsaal des Hospital de la Santa Creu i Sant Pau
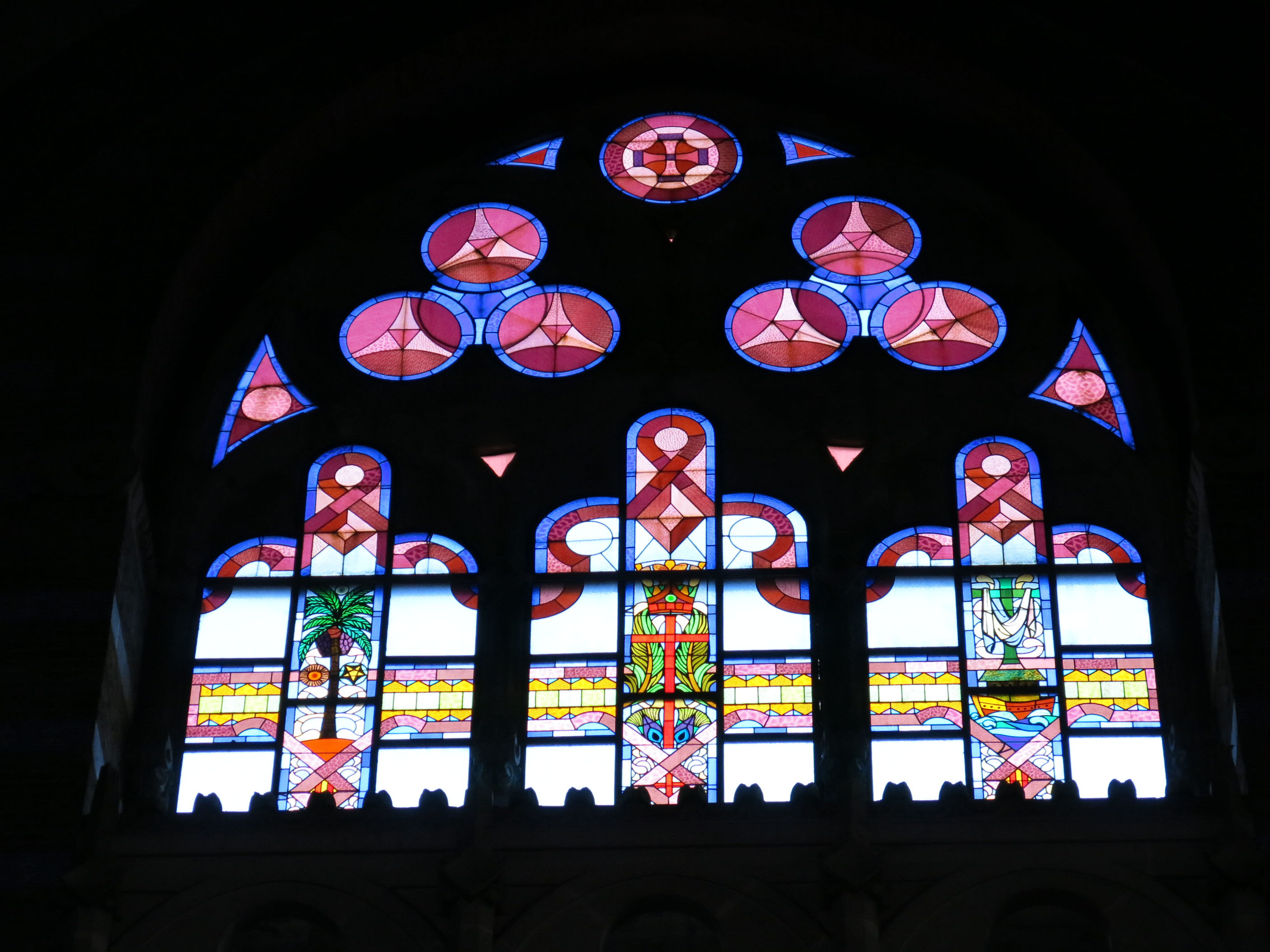
Fenster am Hospital de la Santa Creu i Sant Pau
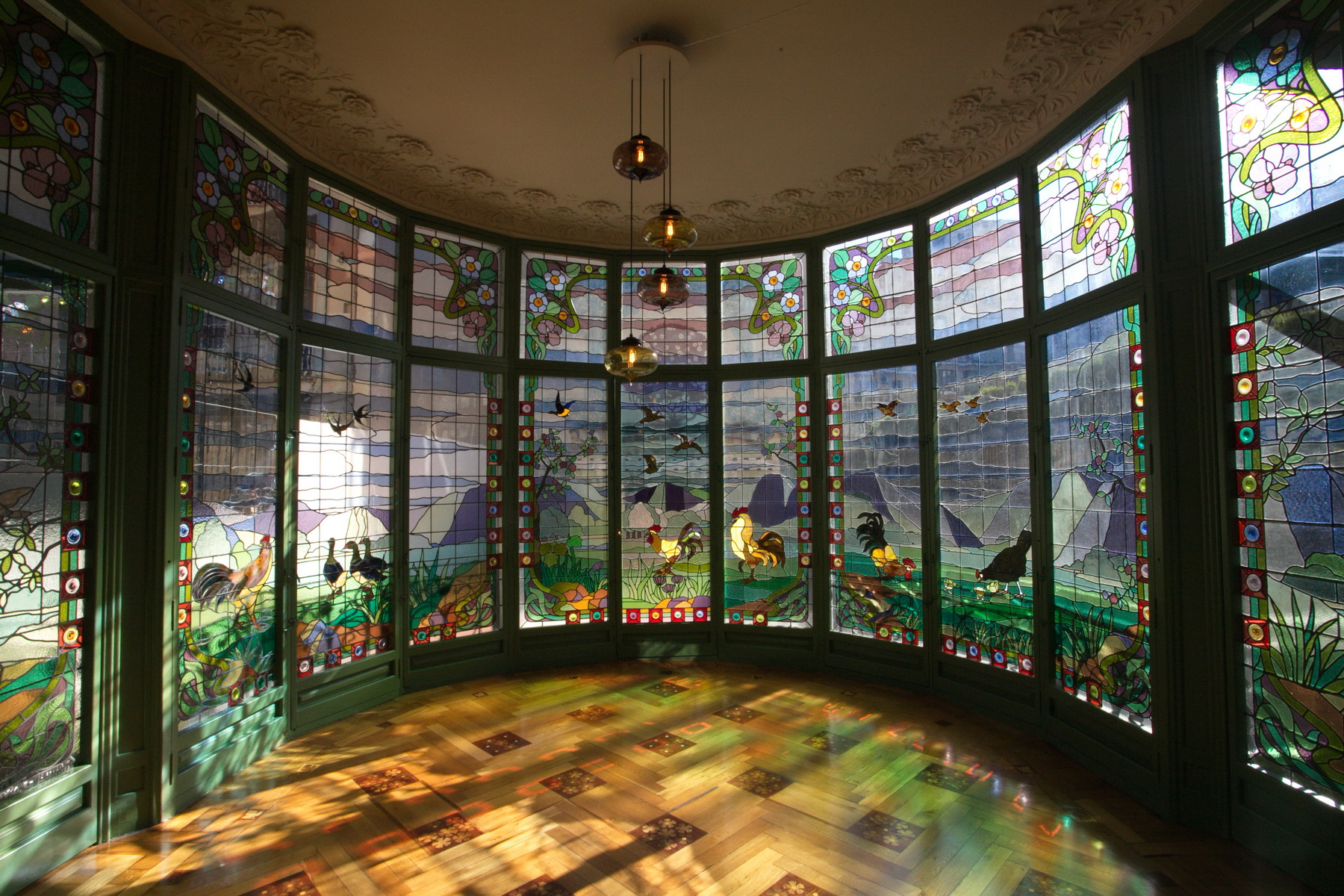
Fenster im Wintergarten der Casa Lleó Morera
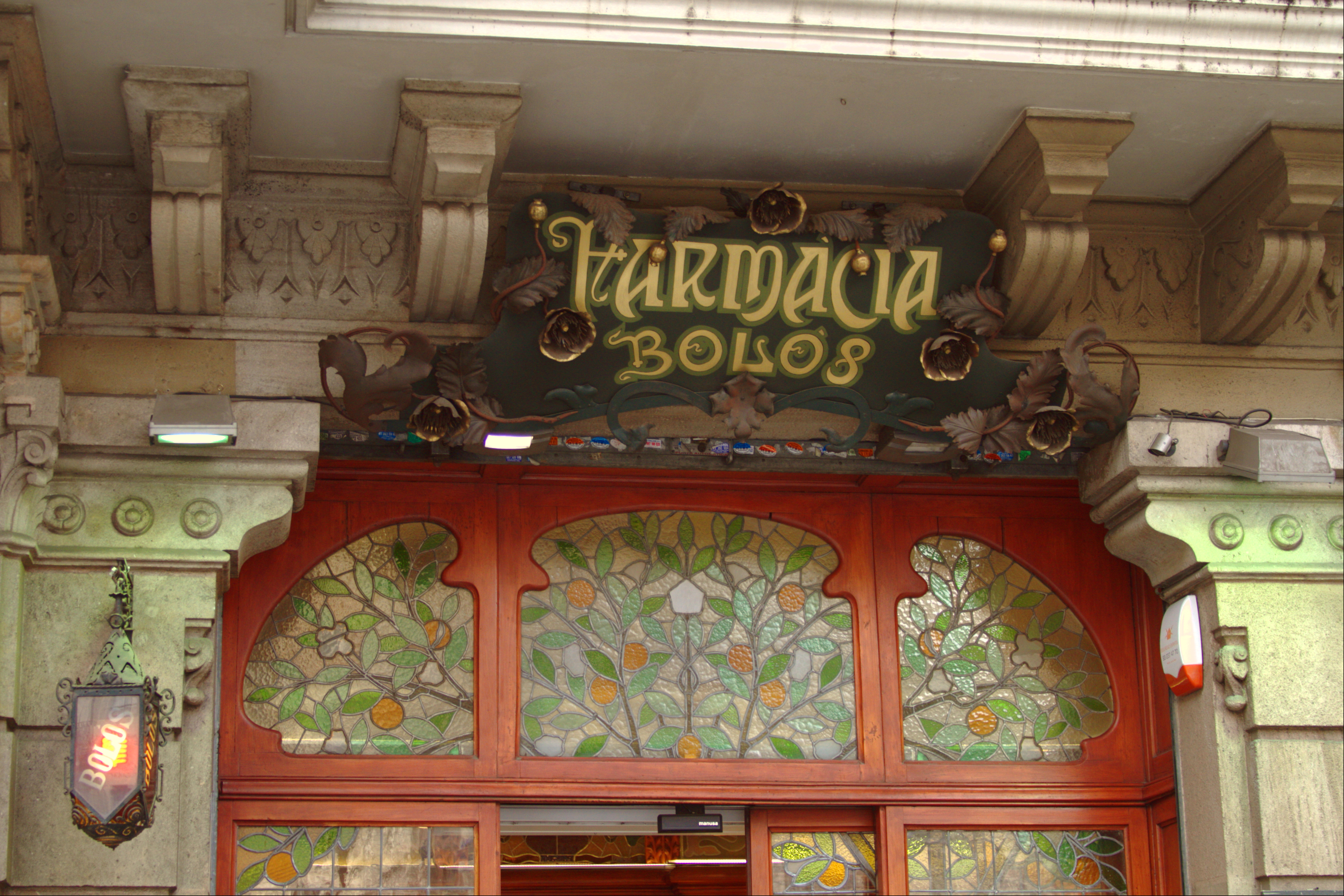
Eingang zur Apotheke Bolos (früher Apotheke Novellas)
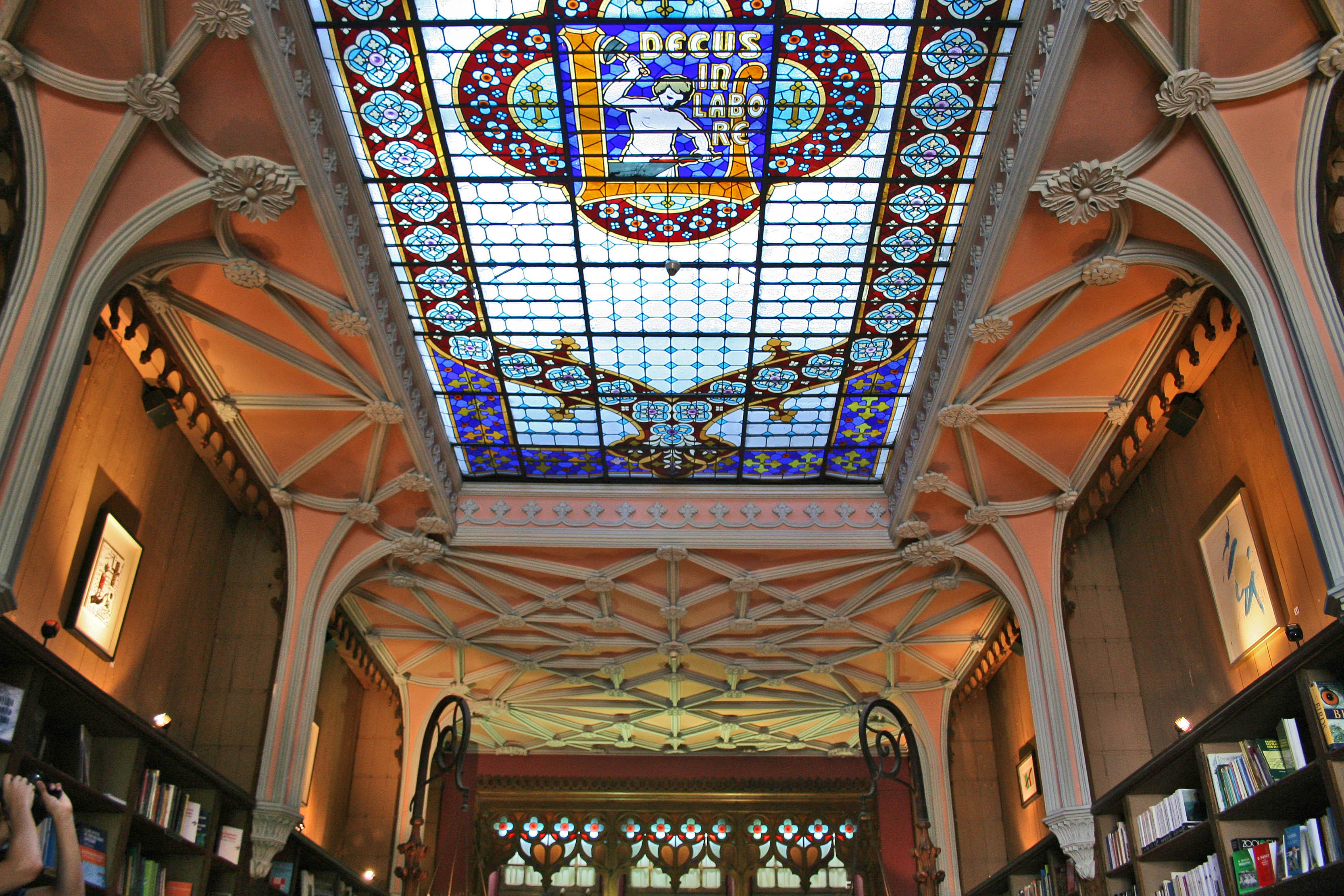
Glasdach der Buchhandlung Lello e Irmão in Porto
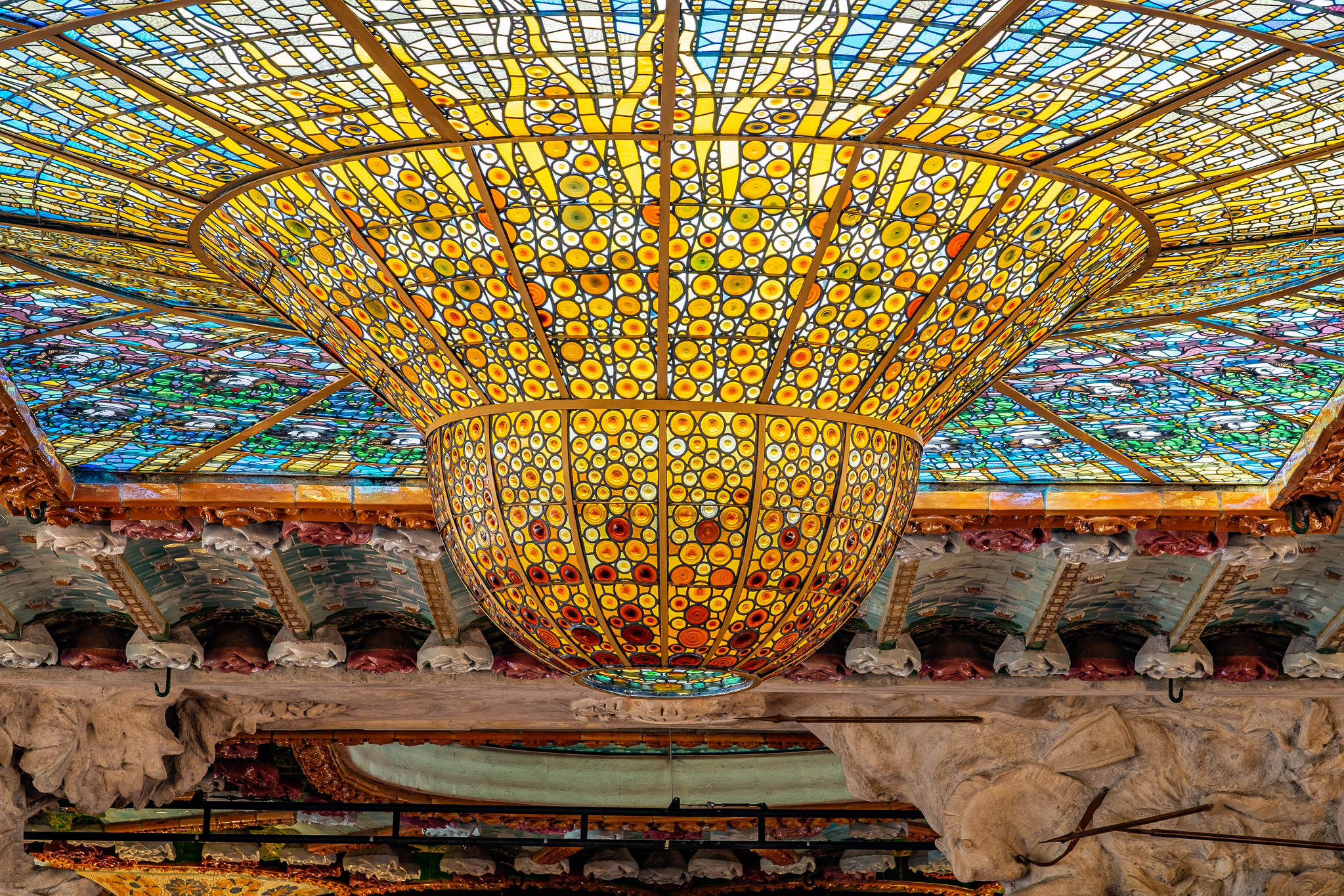
Glaskuppel des Palau de la Música Catalana
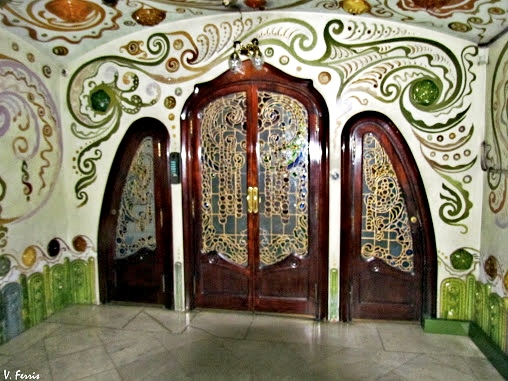
Fenster in Innentüren der Casa Comalat